# Pariosternarchus amazonensis
Pariosternarchus amazonensis és una espècie de peix pertanyent a la família dels apteronòtids i l'única del gènere Pariosternarchus.

## Descripció
- Pot arribar a fer 15,2 cm de llargària màxima.
- Cos comprimit lateralment i de color blanc-rosa uniforme amb aletes translúcides (pràcticament, no té pigmentació, a banda dels petits cromatòfors que posseeix a la part inferior del cap).
- Cap ample i ventre totalment pla.
- Boca petita i musell moderadament llarg.
- Les dents, còniques, són presents en ambdues mandíbules.
- Igual que altres membres de la seua família, té una aleta anal allargada, una aleta caudal petita, no té aletes pelvianes ni dorsal i presenta un apèndix electroreceptiu dorsal que s'origina a mitja esquena.
- 155-168 radis a l'aleta anal, 14-15 a les pectorals i 16-17 a la caudal.
- Escates amb forma de diamant (en presenta entre 6 i 8 fileres per sobre de la línia lateral, però no arriben ni a l'àrea superior del cap ni del cos).[2][3]

## Hàbitat
És un peix d'aigua dolça, bentopelàgic i de clima tropical.

## Distribució geogràfica
Es troba a Sud-amèrica: el riu Amazones al Brasil i el Perú.

## Observacions
És inofensiu per als humans.